# 鈴鹿インターチェンジ
鈴鹿インターチェンジ（すずかインターチェンジ）は三重県鈴鹿市にある東名阪自動車道のインターチェンジ。

## 道路
- E23 東名阪自動車道（32番）

## 接続する道路
- 国道306号
- 三重県道27号神戸長沢線

## 料金所
- ブース数：4

### 入口
- ブース数：2
  - ETC専用：1
  - ETC/一般：1

### 出口
- ブース数：2
  - ETC専用：1
  - ETC/一般：1

## 周辺
- 本田技研工業 鈴鹿製作所
- 鈴鹿サーキット・モビリティランド本社
- イオンモール鈴鹿
- 古河電気工業 三重事業所
- 鈴鹿富士ゼロックス
- 鈴鹿市立鈴峰中学校
- 鈴鹿市立深伊沢小学校
- 椿大神社
- 陸軍追分飛行場跡
- 竜ヶ池

## 隣
E23 東名阪自動車道
(31) 四日市IC - (32) 鈴鹿IC - (32-1) 亀山JCT